# 최찬기
최찬기(崔贊起, 1952년 1월 2일 ~, 경상남도 진주시 진성면)은 대한민국의 기업인, 정치인이다. 동래구청장을 역임했다. 현재 주식회사 아마란스의 대표이사로서 기업인으로 활동중이다.

## 학력
- 진성초등학교 졸업
- 문산중학교 졸업
- 경성전자고등학교 (1968.03 ~ 1971.02)
- 한국방송통신대학교 경영학과(1996.03 ~ 2003.02)
- 부산대학교 경영대학원 경영학 석사(2003.03 ~ 2005.08)
- 동아대학교 동북아국제대학원 국제정치학 박사과정 수료
- 프랑스 인시아드 경영대학원 Top Management 과정 수료
- 부산대학교 경영대학원 최고경영자과정 수료

## 경력
- 아마란스 대표
- 제34대 부산광역시 동래구 구청장
- 부산YMCA 이사장
- 국제와이즈멘 한국 동부지구 총재
- 사랑의 장기기증운동본부 부산지역 각막은행장
- 국민생활체육 부산광역시 배구연합회 회장
- 한나라당 부산광역시지부 부위원장
- 호산 장학재단 이사장
- 부산YMCA 청소년오케스트라 단장
- 그린닥터스 감사
- 부산대학교 총동문회 부회장
- 재부산 진주향우회 수석부회장
- 한국-몽골 우호협회 고문
- 대한민국국가조찬기도회 재정위원장
- 부산참여자치시민연대 후원이사회장
- 한국자유총연맹 부산동래구 부지부장
- 아가페민간교도소 부울경 지역 사무총장
- 국제와이즈멘 부산지방지도자 협의회 회장

## 수상
- 보건복지부장관 표창(1999년 9월 6일)
- 부산광역시장 표창(2000년 12월 29일)
- 대통령 표창(2001년 9월 24일)
- 2004 대한민국 TOP브랜드 대상 (2004년 11월)
- 100대 우수특허제품 대상(2004년 11월 24일
- 2004 벤처 디자인상(2004년 12월 2일)
- 대한민국 장한 한국인상 대상 (행정공직공로부문)(2009년 11월 7일)
- 대한민국 소비자 만족대상(2010년 8월 24일)

## 저서
- 2003 사소한 관심이 국가와 미래를 바꾼다

## 역대 선거 결과
|  | 51.10% |

|  | 8.56% |